# Kerri Hanks
Kerri Michel Hanks, mais conhecida como Kerri Hanks (Plano, 2 de setembro de 1985), é uma futebolista estadunidense que atua como atacante. Atualmente, joga pelo Sky Blue FC.